# Olympiéion (Athènes)
Pour les articles homonymes, voir Olympiéion.
 (avril 2020).
Si vous disposez d'ouvrages ou d'articles de référence ou si vous connaissez des sites web de qualité traitant du thème abordé ici, merci de compléter l'article en donnant les références utiles à sa vérifiabilité et en les liant à la section « Notes et références ».
L’Olympiéion (grec ancien : Ὀλυμπιεῖον), ou temple de Zeus olympien (grec ancien : Ναὸς τοῦ Ὀλυμπίου Διός), est situé au pied de l’acropole d'Athènes. C’est un temple très vaste, d’ordre corinthien, dont il reste aujourd’hui quinze colonnes. Sa construction débute au VIe siècle av. J.-C., et est achevée sous le règne d'Hadrien en 131.

## Historique
Le temple d'Olympiéion est situé au sud de l'Acropole, à environ 700 mètres du centre d'Athènes. Les fondations du premier temple remontent à -515, à l'époque de Pisistrate, mais le chantier est interrompu lorsque Hippias, fils de Pisistrate, est ostracisé, en -510.
Durant la démocratie athénienne, le temple reste inachevé. Dans sa Politique, Aristote le donne comme l'exemple de ce que les régimes tyranniques imposent inutilement à leurs populations. Les travaux ne reprennent qu'au IIIe siècle av. J.-C. avec la souveraineté macédonienne, et continuent sous le roi Antiochus IV Épiphane, qui charge l'architecte romain Decimus Cossutius de concevoir le plus grand temple du monde. Lorsque Antiochus meurt en -164, la construction du temple est à nouveau arrêtée.
En -86, Sylla, imposant à la Grèce la domination romaine, fait transporter au Capitole deux chapiteaux inachevés de l'Olympiéion, qui auront une influence déterminante sur l'architecture romaine par l'adoption définitive de l'ordre corinthien dans toutes ses réalisations à venir.
Le temple n'est achevé qu'en 129 (ou 131) apr. J.-C., sous l'impulsion de l'empereur Hadrien, grand admirateur de la culture grecque.

## Description
Le temple, construit en marbre Pentélique, mesure 108 m de longueur et 41 m en façade. Il compte cent-quatre colonnes corinthiennes, chacune haute de 17 m et de 2,6 m de diamètre, d'un poids de 364 tonnes. Parmi toutes ces colonnes, quarante-huit précédent les entrées est et ouest sur trois rangs, et cinquante-six s'étendent latéralement en une double rangée. Seules quinze de ces colonnes sont aujourd'hui debout. En 1852, une tempête jette une des colonnes à terre : elle y est encore.
L'église de la Madeleine à Paris, bien qu'aux dimensions légèrement supérieures (ses colonnes font 20 m de haut), donne une idée assez proche de l'aspect de l'Olympiéion.
Hadrien dédie le temple à Zeus, à qui il érige une immense statue chryséléphantine, dans la cella. Les frontons sont ornés de sculptures, et des bustes d'hommes célèbres viennent prendre place dans tout le temple. Hadrien lui-même est représenté, en reconnaissance de ses bienfaits. Toutes ces sculptures disparaissent par la suite.
À l'époque byzantine, des tremblements de terre ont raison de l'énorme bâtiment, dont les matériaux sont sans doute réutilisés dans d'autres constructions.

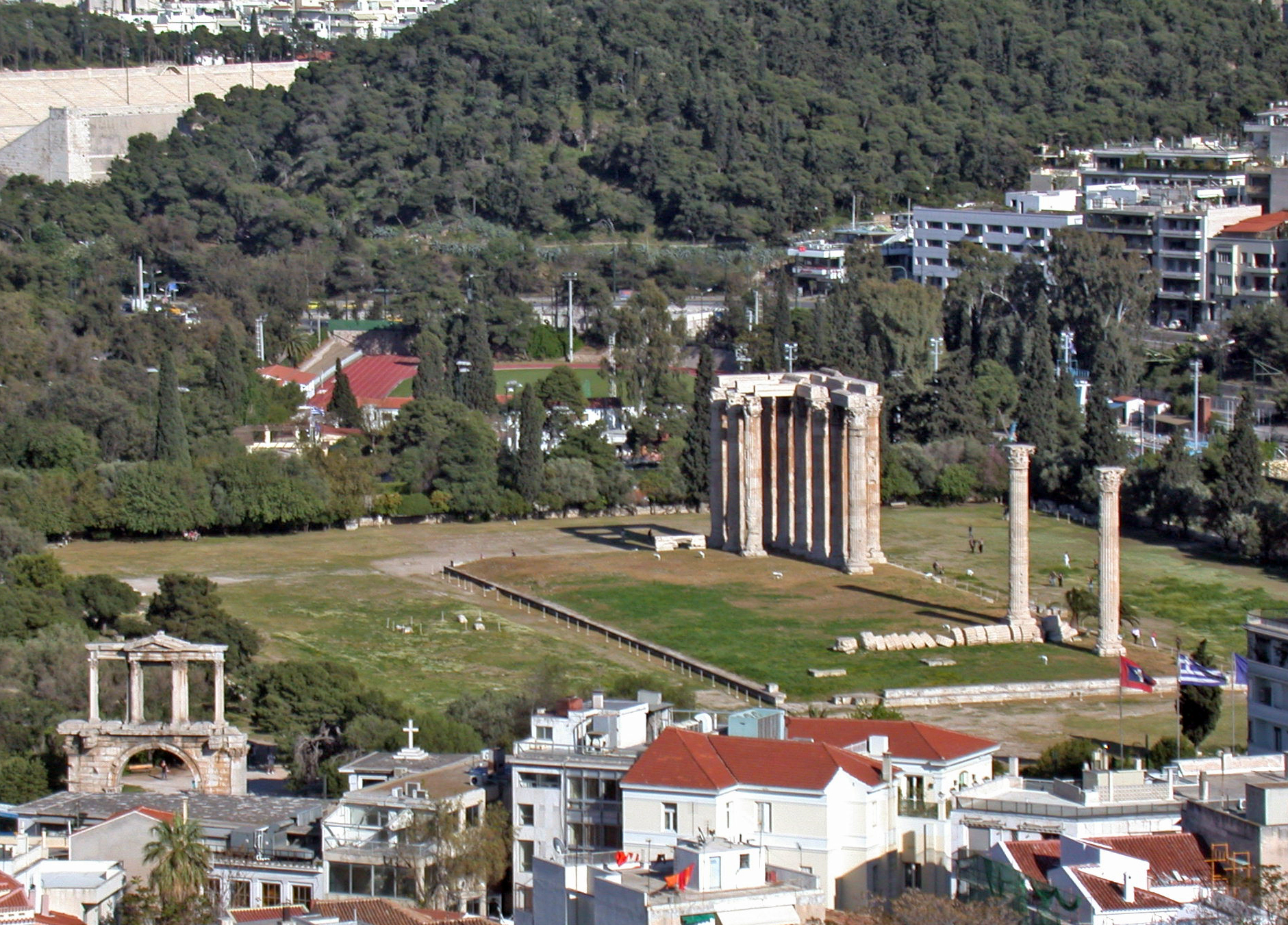
Porte d'Hadrien et Olympiéion, vus de l'Acropole.
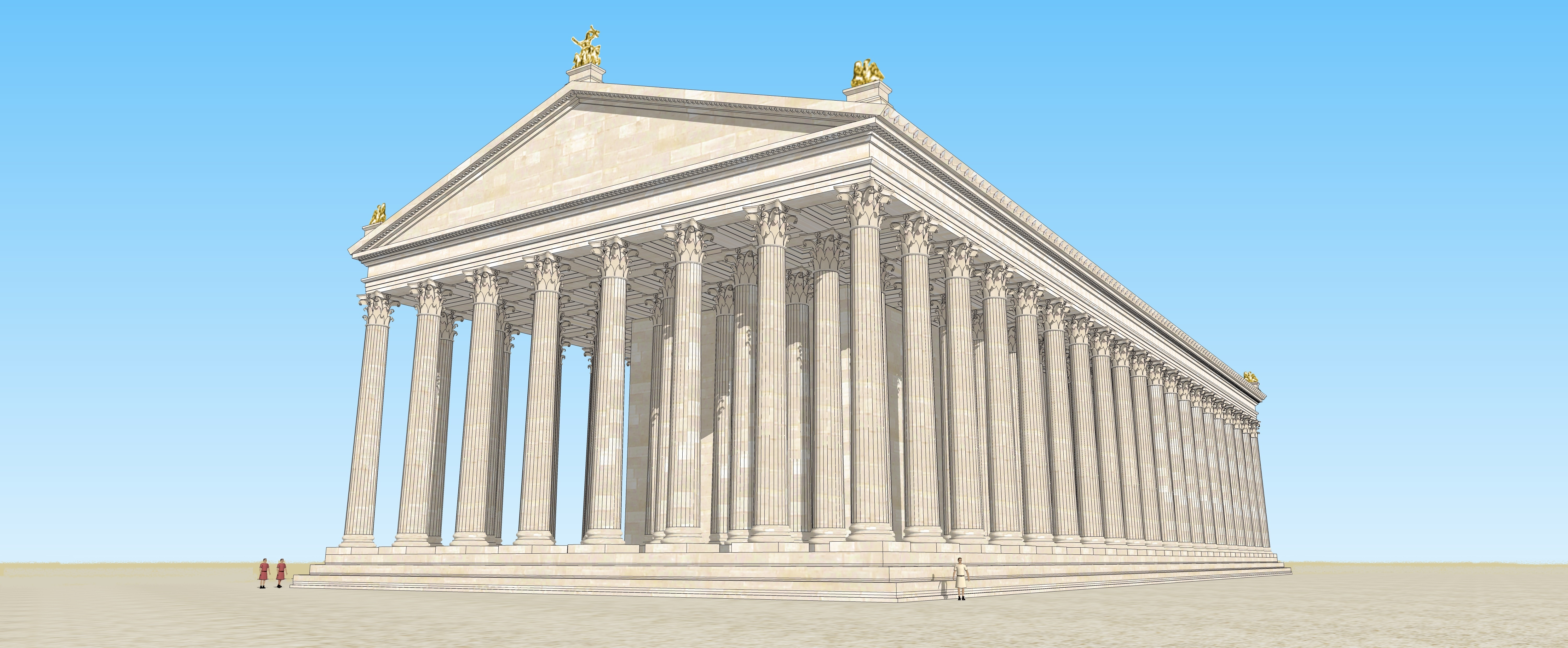
Restitution 3D de l'Olympeion d'Athènes.
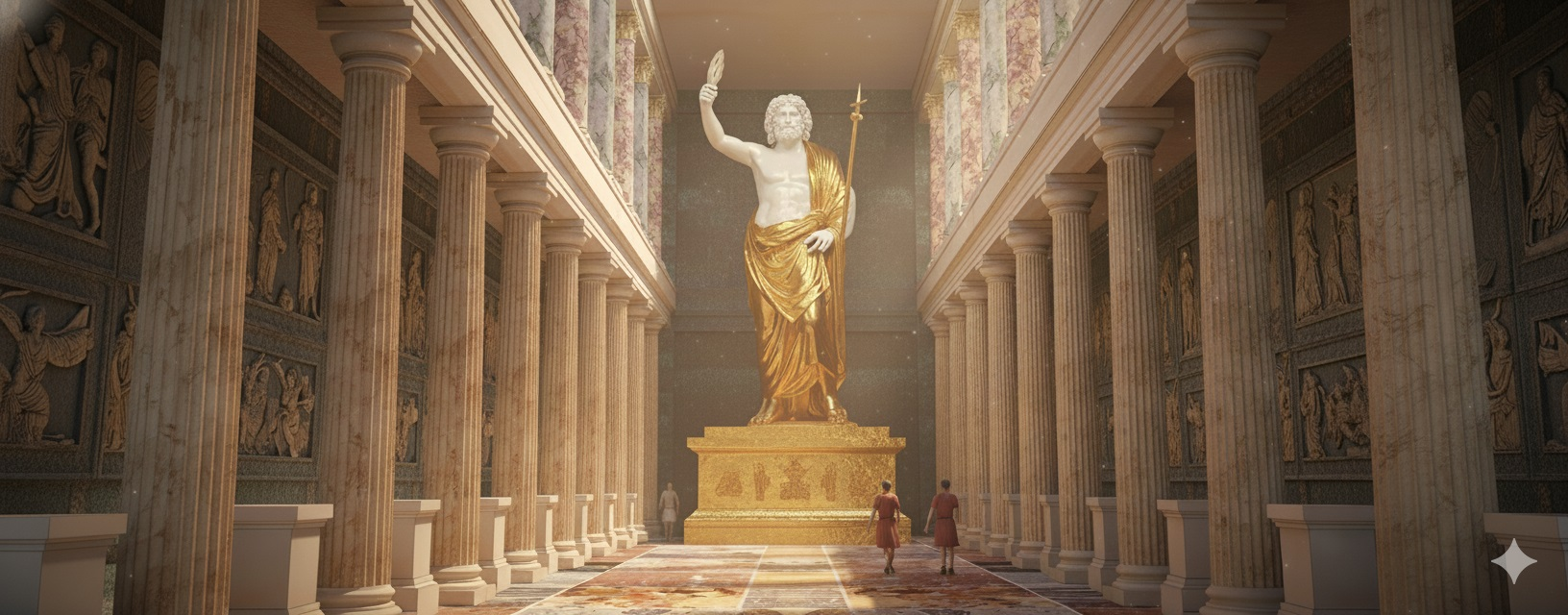
Evocation de l'intérieur de l'Olympéion au temps d'Hadrien

## Archéologie
Le temple est fouillé en 1889–1896 par Francis Penrose, de l'École britannique d'archéologie d'Athènes, en 1922 par l'archéologue allemand Franz Gabriel Welter et dans les années 1960 par les archéologues grecs sous l'égide de Ioánnis Travlós (en).

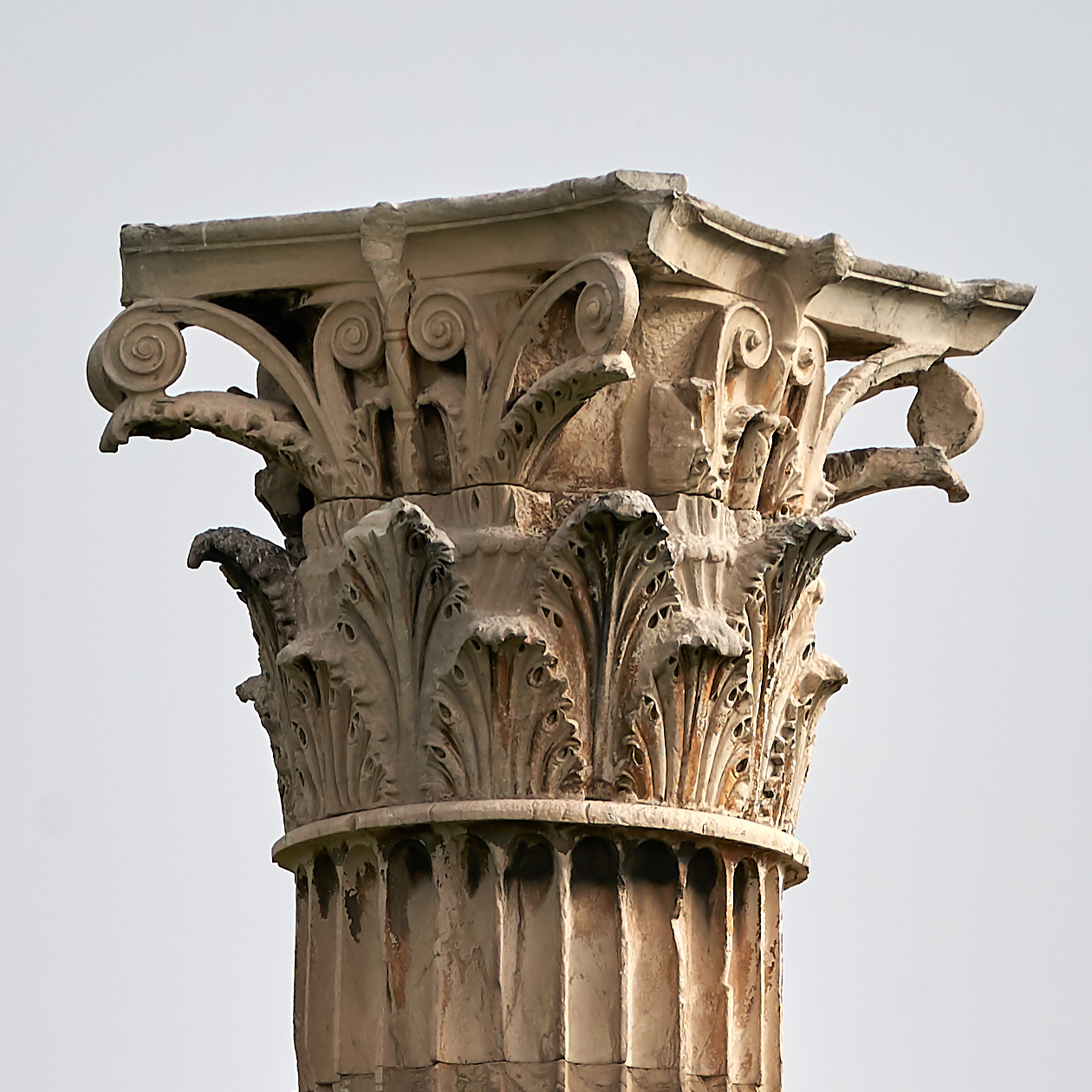
Détail d’un chapiteau corinthien.
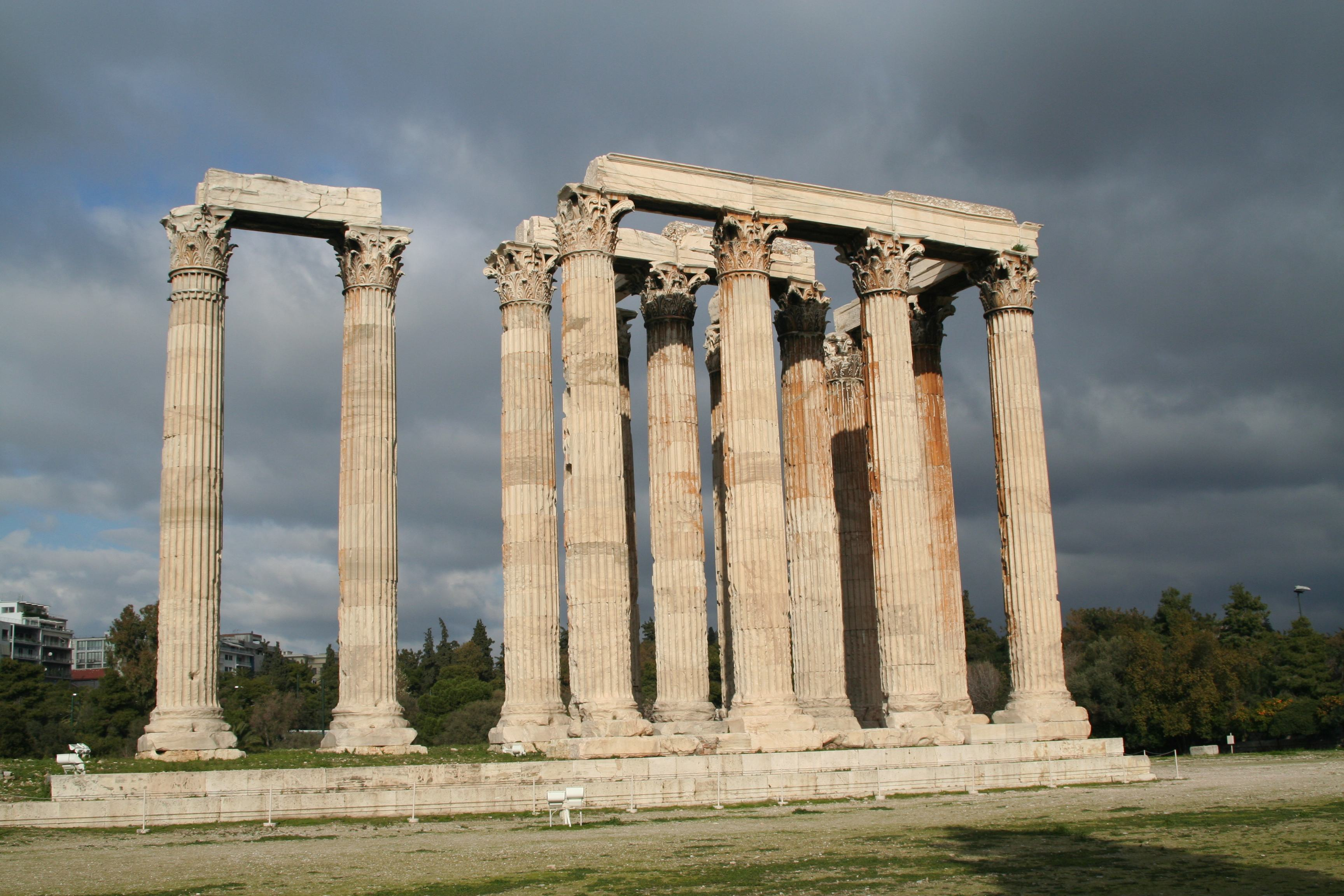
Vue de l’Olympiéion.
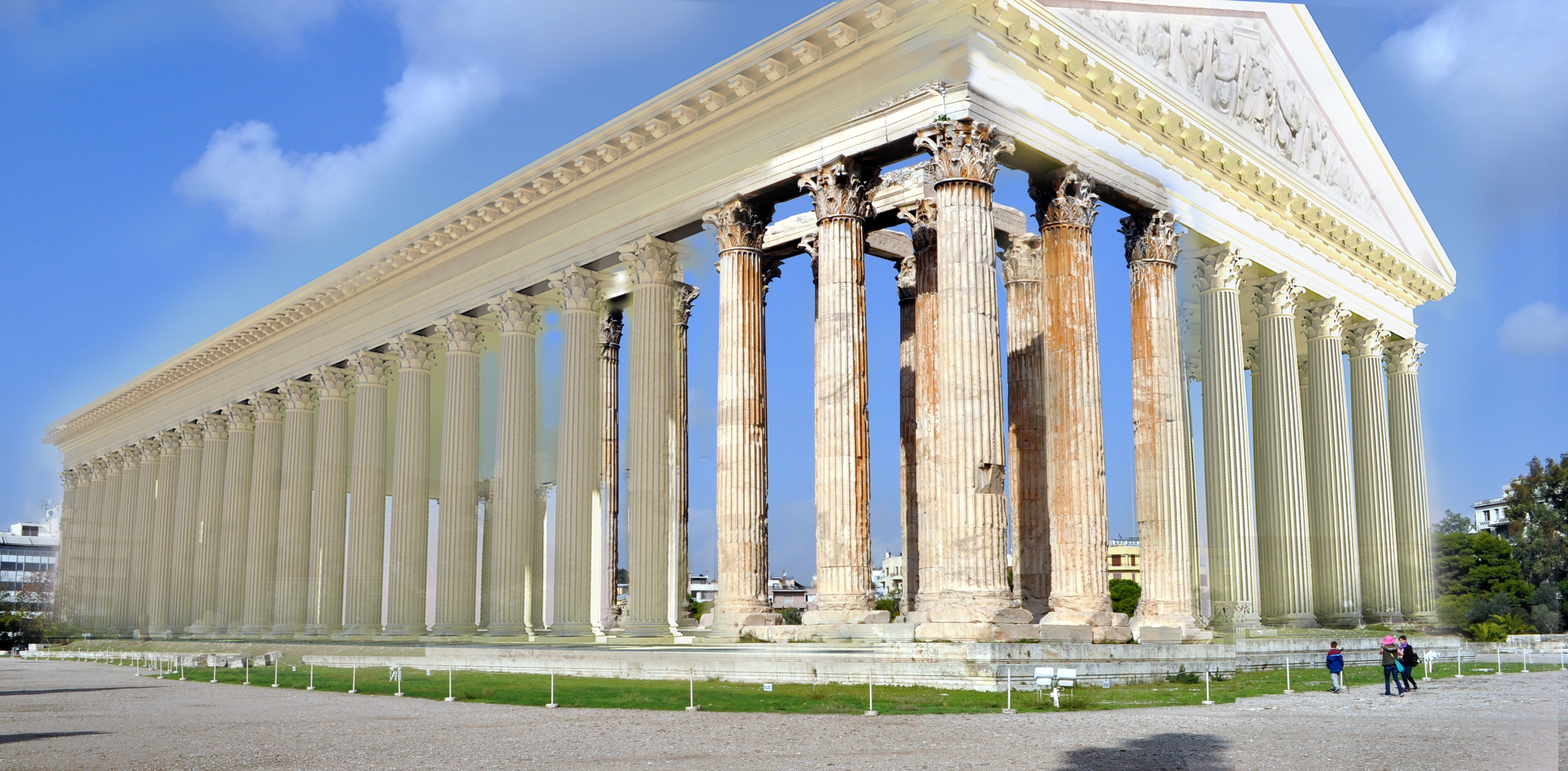
Aspect probable de l'Olympiéion dans son état de 129 après J.-C., intégrant les colonnes et les fragments de l'entablement subsistants.
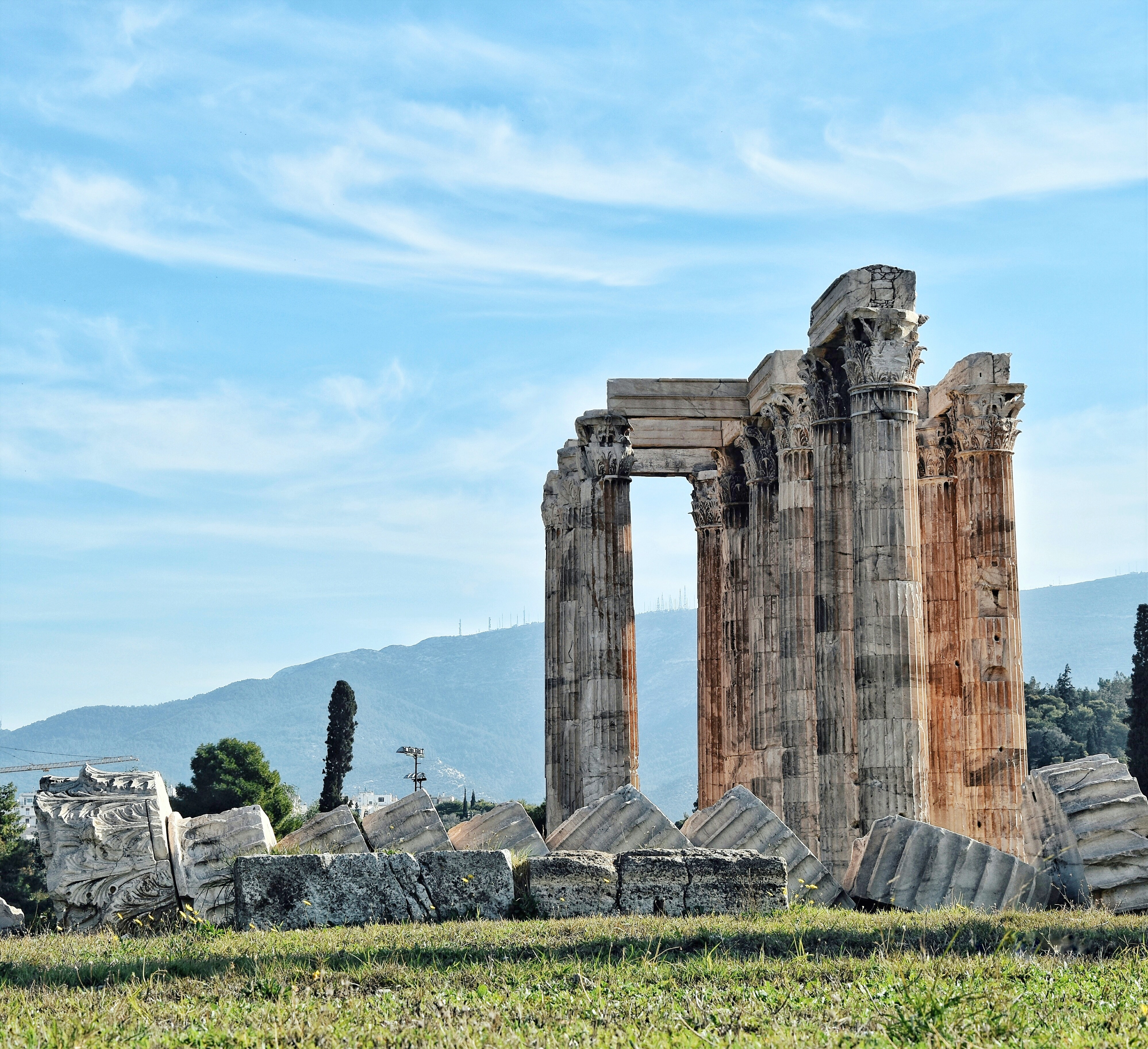
Autre vue de l'Olympiéion. Octobre 2020.